# William Lawrence (homme politique)
Pour les articles homonymes, voir Lawrence.
William Lawrence (Old Washington, Ohio, 2 septembre 1814 - 8 septembre 1895) est un homme politique américain.